# Mudathir Yahya
Mudathir Yahya Abbas (ur. 6 maja 1995 w Jang’ombe) – tanzański piłkarz grający na pozycji defensywnego pomocnika. Od 2023 jest zawodnikiem klubu Young Africans SC.

## Kariera klubowa
Swoją karierę piłkarską Yahya rozpoczął w klubie Azam FC. W 2010 roku zadebiutował w nim w tanzańskiej pierwszej lidze. W sezonach 2011/2012, 2012/2013, 2014/2015 i 2015/2016 wywalczył z nim cztery wicemistrzostwa Tanzanii, a w sezonie 2013/2014 mistrzostwo tego kraju. W sezonie 2017/2018 grał w klubie Singida United FC, a w 2018 wrócił do Azam FC. W sezonie 2018/2019 zdobył z nim Puchar Tanzanii. W 2023 przeszedł do Young Africans SC.

## Kariera reprezentacyjna
W reprezentacji Tanzanii Yahya zadebiutował 7 czerwca 2015 roku w przegranym 0:2 towarzyskim meczu z Rwandą, rozegranym w Kigali. W 2019 roku powołano go do kadry na Puchar Narodów Afryki 2019. Rozegrał w nim trzy mecze grupowe: z Senegalem (0:2), z Kenią (2:3) i z Algierią (0:3).
Yahya grał również w reprezentacji Zanzibaru. Zadebiutował w niej 21 listopada 2015 w przegranym 0:1 meczu CECAFA Cup 2015 z Burundi.